# Igor Skreblin
Igor Skreblin est un acteur français.

## Biographie
Formation au theatre du soleil . Au théâtre, il joue dans le Titus Andronicus mis en scène par Simon Abkarian en 2003. En 2016, il joue dans une adaptation au théâtre d'Anna Karénine avec Golshifteh Farahani, mise en scène de Gaëtan Vassart.
En 2006, il joue dans un court métrage de Deniz Gamze Ergüven, Bir Damla Su, qui est présenté au Festival de Cannes 2006.etc

## Filmographie

### Cinéma
- 2003 : Monsieur N. d'Antoine de Caunes : Ali
- 2003 : Ni pour ni contre (bien au contraire) de Cédric Klapisch
- 2005 : J'ai vu tuer Ben Barka
- 2007 : Voleurs de chevaux de Micha Wald : Fentik
- 2008 : Cortex de Nicolas Boukhrief : Serge
- 2010 : Captifs de Yann Gozlan : un ferrailleur
- 2012 : Le Jour de la grenouille de Béatrice Pollet : Yann
- 2013 : Le jour attendra d'Edgar Marie : Étienne
- 2024 : The Killer de John Woo
- 2025 : Bastion 36 d'Olivier Marchal

### Télévision
- 2001 : Une femme d'honneur (saison 4 épisode 3, Perfide Albion) : Patrice Garat
- 2001 : PJ (saison 5, épisode 9)
- 2002 : PJ (saison 6, épisode 7)
- 2004 : Julie Lescaut (Saison 14, épisode 2) Mission Spéciale : François Steller
- 2006 : Amélie a disparu de Joyce Buñuel (téléfilm)
- 2008 : La Mort dans l'île de Philippe Setbon (téléfilm) : Yves Bama
- 2009 : Les Corbeaux (mini-série) : Vigne
- 2009 : Pigalle, la nuit (série télévisée) : Olivier
- 2010 : Flics (série télévisée) : Gallardo
- 2011 : L'Ombre d'un flic (téléfilm) : Zoran
- 2012 : Le Sang de la vigne : Youri
- 2016 : Section Zéro (série) : Saber
- 2016 : Lebowitz contre Lebowitz (série) : Pavel
- 2017 : Riviera (série) : John Brandeis
- 2018 : Aux animaux la guerre
- 2021 : Un homme d'honneur (mini-série) : Alex
- 2023 : HPI (saison 3, épisode 7 « Tonnerre ! » et épisode 8 « Kikeriki » de Djibril Glissant) : Redbones

## Théâtre (sélection)
- 2003 : Titus Andronicus, mise en scène Simon Abkarian
- 2004 : Le dernier caravanserail, mise en scène Ariane Mnouchkine
- 2007 : Dolores Clairborne, mise en scène Marie Pascale Osterrieth
- 2018 : L'envol des cigognes et Le dernier jour du jeûne, mise en scène Simon Abkarian
- 2020 : Bug de Tracy Letts, mise en scène Emmanuel Daumas, théâtre des Célestins, La Scala Paris